# (31194) 1997 YQ16
1997 واي كيو 16 (ويعرف أيضًا باسم (31194) 1997 واي كيو 16 وفق تسمية الكوكب الصغير) (بالإنجليزية: 1997 YQ16)‏؛ هو كويكب ضمن حزام الكويكبات.
اكتُشف هذا الجُرم الفلكي بواسطة برنامج شميدت للكويكبات في بكين في 24 ديسمبر 1997، وترتيبه 31194 من حيث الاكتشاف.

## الوصف
اكتُشف 311941997YQ في 24 ديسمبر 1997 في محطة شينغلونغ، الواقع في جبال يان، مقاطعة خبي في الصين، بواسطة برنامج شميدت للكويكبات في بكين. وقد رصد المشروع 1,467 مشاهدة للكويكب إلى غاية 25 أغسطس 2021 بتوقيت منطقة المحيط الهادئ، أي في مدة قدرها 13,380 يومًا (36.7 عام). تستغرق الفترة المدارية للكويكب 1,550 يومًا (4.2 عام).

## الخصائص المدارية
يتميز مدار هذا الكويكب بنصف محور رئيسي يبلغ 2.62 وحدة فلكية، وحضيض قدره 1.89 وحدة فلكية، وانحراف قدره 0.28 وزاوية ميلان 3.06 درجة بالنسبة لمسار الشمس. بسبب هذه الخصائص، أي نصف المحور الرئيسي بين 2 و3.2 وحدة فلكية وحضيض أكبر من 1,666 وحدة فلكية، يُصنف هذا الجُرم الفلكي وفقًا لقاعدة بيانات مختبر الدفع النفاث لأجرام النظام الشمسي الصغيرة كائنًا من حزام الكويكبات الرئيسي.

## وصلات خارجية
- (31194) 1997 YQ16 في قاعدة بيانات مختبر الدفع النفاث لأجرام النظام الشمسي الصغيرة

- الاكتشاف · مخطط المدار ·  العناصر المدارية · المعلمات المادية

- (31194) 1997 YQ16 على موقع ويكي سكاي: DSS2, SDSS, GALEX, IRAS, Hydrogen α, X-Ray, Astrophoto, Sky Map, Articles and images